# (36819) 2000 SO80
2000 SO80 (asteroide 36819) é um asteroide da cintura principal. Possui uma excentricidade de 0.03857850 e uma inclinação de 5.00349º.
Este asteroide foi descoberto no dia 24 de setembro de 2000 por LINEAR em Socorro.